# Skokowa (gmina)
Skokowa – dawna gmina wiejska istniejąca w latach 1945–1954 w woj. wrocławskim (dzisiejsze woj. dolnośląskie). Siedzibą władz gminy była Skokowa.
Gmina Skokowa powstała po II wojnie światowej na terenie tzw. Ziem Odzyskanych (tzw. II okręg administracyjny – Dolny Śląsk). 28 czerwca 1946 gmina – jako jednostka administracyjna powiatu trzebnickiego – weszła w skład nowo utworzonego woj. wrocławskiego.
Według stanu z 1 lipca 1952 gmina składała się z 13 gromad: Borów, Brzeźno, Górowo, Jagoszyce, Krościna Wielka, Ligota Strupińska, Osolin, Pększyn, Piotrkowice, Raszowice, Skokowa, Strupina 
(do 1945 miasto) i Wilkowa Wielka. Gmina została zniesiona 29 września 1954 wraz z reformą wprowadzającą gromady w miejsce gmin. Jednostki nie przywrócono 1 stycznia 1973 wraz z kolejną reformą reaktywującą gminy.